# Skinnyman
Skinnyman (född Alex Holland) är en rappare från Storbritannien. Han föddes i Leeds 1974, men flyttade tidigt till Finsbury Park, London. Han inledde sin karriär som en del av gruppen Mud Family, som hade flera hits på Londons underjordiska hiphop-scen.  Efter att ha avtjänat en tid i fängelse för marijuana-försäljning släppte Skinnyman sitt första soloalbum Council Estate of Mind på Low Life Records 2004. Albumet togs emot väl av såväl fans som kritiker. Sedan albumet har Skinnyman varit en föregångare på den brittiska hiphop-scenen när det gäller att överbrygga klyftan till grime-musiken. Han har samarbetat med grime-artister som Wiley och Shystie.

## Diskografi
- Fuck The Hook (EP), 2003
- Council Estate of Mind, 2004
- I'll Be Surprised/Never Gonna Happen (singel), 2004
- No Big Ting (singel), 2004
- Forever Rangers (singel), 2005
- Holla/None Of Them (singel), 2005
- Live Right (singel), 2007

## Medverkar på
- The London Convention - The London Allstars (singel), 1997
- New Mic Order - Taskforce, 1999
- U.S.S.R. Life from the Other Side - DJ Vadim, 1999
- The Unknown - Mark B & Blade, 2000
- Word Lab - Various Artists, 2000
- Big Tings We Inna - Rodney P (singel), 2001
- The Legacy: Episode 1 - Various Artists, 2001
- U.S.S.R. The Art Of Listening - DJ Vadim, 2002
- Asylum Speakers - Foreign Beggars, 2003
- The World According to RZA - Various Artists, 2003
- Basementality EP (Part 1) - Underground Alliance, 2004
- Elementz Universe Vol. 1 - The Elementz (singel), 2004
- Have Patience - Karl Hinds, 2004
- Bar Fight - First Rate (singel), 2005
- Fame And Money - The Booty Bouncers (singel), 2005
- Skitz Homegrown Vol. 2 - Various Artists, 2005
- Tip of Da Mysberg Volume 1 - Mystro, 2005
- Up Your Speed (remix) - Sway, 2005
- Shakespeare (remix) - Akala, 2006